# British Academy Television Award per la migliore attrice non protagonista
Il British Academy Television Award per la migliore attrice non protagonista (British Academy Television Award for Best Supporting Actress) è un premio annuale nell'ambito del British Academy Television Awards, assegnato dal 2010 ad attrici presenti nell'ambito delle produzioni televisive del Regno Unito.

## Albo d'oro

### Anni 2010
- 2010
  - Rebecca Hall per Red Riding
  - Sophie Okonedo per Criminal Justice
  - Lauren Socha per The Unloved
  - Imelda Staunton per Return to Cranford
- 2011
  - Lauren Socha per Misfits
  - Gillian Anderson per Any Human Heart
  - Lynda Baron per The Road to Coronation Street
  - Jessie Wallace per The Road to Coronation Street
- 2012
  - Monica Dolan per Appropriate Adult
  - Anna Chancellor per The Hour
  - Miranda Hart per L'amore e la vita - Call the Midwife (Call the Midwife)
  - Maggie Smith per Downton Abbey
- 2013
  - Olivia Colman per Accused
  - Anastasia Hille per The Fear
  - Sarah Lancashire per Last Tango in Halifax
  - Imelda Staunton per The Girl - La diva di Hitchcock (The Girl)
- 2014
  - Sarah Lancashire per Last Tango in Halifax
  - Shirley Henderson per Southcliffe
  - Claire Rushbrook per My Mad Fat Diary
  - Nicola Walker per Last Tango in Halifax
- 2015
  - Gemma Jones per Marvellous
  - Vicky McClure per Line of Duty
  - Amanda Redman per Tommy Cooper: Not Like That, Like This
  - Charlotte Spencer per Glue
- 2016
  - Chanel Cresswell per This Is England '90
  - Michelle Gomez per Doctor Who
  - Lesley Manville per River
  - Eleanor Worthington Cox per Enfield - Oscure presenze (The Enfield Haunting)
- 2017
  - Wunmi Mosaku per Damilola, Our Loved Boy
  - Siobhan Finneran per Happy Valley
  - Vanessa Kirby per The Crown
  - Nicola Walker per Last Tango in Halifax
- 2018
  - Vanessa Kirby per The Crown
  - Anna Friel per Broken
  - Julie Hesmondhalgh per Broadchurch
  - Liv Hill per Three Girls
- 2019
  - Fiona Shaw per Killing Eve
  - Monica Dolan per A Very English Scandal
  - Keeley Hawes per Mrs Wilson
  - Billie Piper per Collateral

### Anni 2020
- 2020
  - Naomi Ackie per The End of the F***ing World
  - Helena Bonham Carter per The Crown
  - Jasmine Jobson per Top Boy
  - Helen Behan perThe Virtues
- 2021
  - Rakie Ayola per Anthony
  - Helena Bonham Carter per The Crown
  - Sophie Okonedo per Criminal: Regno Unito
  - Leila Farzad per I Hate Suzie
  - Siena Kelly per Adult Material
  - Weruche Opia per I May Destroy You - Trauma e rinascita
- 2022
  - Cathy Tyson per Help
  - Jessica Plummer per The Girl Before
  - Emily Mortimer per The Pursuit of Love - Rincorrendo l'amore
  - Céline Buckens per Showtrial
  - Leah Harvey per Foundation
  - Tahirah Sharif per The Tower
- 2023
  - Anne-Marie Duff per Bad Sisters
  - Adelayo Adedayo per The Responder
  - Lesley Manville per Sherwood
  - Saffron Hocking per Top Boy
  - Jasmine Jobson per Top Boy
  - Fiona Shaw per Andor